# 十二人の怒れる男 (映画)
『十二人の怒れる男』（じゅうににんのいかれるおとこ、12 Angry Men）は、1957年製作のアメリカの法廷・サスペンス映画。1954年にCBSで放送された同題のドラマ作品をリメイクしたものであり、監督をシドニー・ルメット、主演をヘンリー・フォンダが務めた。脚本はドラマ版と同じくレジナルド・ローズ。
監督のルメットは本作品が映画監督デビューとなり、1957年度の第7回ベルリン国際映画祭金熊賞と国際カトリック映画事務局賞を受賞した。同年度のアカデミー賞で作品賞を含む3部門にノミネートされたが、『戦場にかける橋』に敗れ、受賞には至らなかった。
制作費は約35万ドル（当時の日本円で約1億2600万円）という超低予算、撮影日数はわずか2週間ほどの短期間で製作された。
スティーヴン・ジェイ・シュナイダーの『死ぬまでに観たい映画1001本』に掲載されており、Rotten Tomatoesの支持率100%の映画のうちの１つでもある。

## プロット
ある夏の暑い日。ニューヨーク郡裁判所では、スラム街にて、虐待する父親を殺したとされる18歳の少年の裁判が行われていた。審理が終わり、裁判官は12人の陪審員の男たちに「合理的な疑い」がある場合は無罪の評決を入れなければならないと説明する。評決は全会一致が原則であり、また、有罪（少年が父親を殺したことが事実）と判断された場合、少年は死刑判決が下されることが決まっている。こうして、12人の男たちは隔離された暑く狭い陪審員室で評決の審議を始める。
裁判中に検察によって示された、近所に住む中年女性と老人の目撃証言、あるいは警察に逮捕された直後の少年の不明瞭な供述、凶器の飛び出しナイフなどから、陪審員たちは少年が父親を殺したのは間違いないと考えており、評決はあっさり終わると楽観視する。ところが陪審員8番の建築家は唯一無罪と表明する。他の者達に理由を問われた8番は、無罪と確信しているわけではないが有罪とするには疑わしい点があるとし、合理的な疑いがあるから無罪だと言う。8番が熱心に理を説いても、回りの男たちは一顧だにせず、結局折れた8番は自分を除いた11人で秘密投票を行い、全員が有罪なら自分もそれに従うと言う。その結果、1人だけ無罪票に変えている。9番の老人がそれは自分だと名乗り挙げ、8番の見識を称える。
ここから物語は裁判中に示された各証拠を陪審員たちが検証していく形で進む。中年女性の証言が本当なら列車の音で言い争う声は聞こえなかったはずや、足の悪い老人がベッドから飛び起きて玄関まで数秒で向かい、少年の姿を見ることは不可能、あるいはナイフによる裂傷の向きがありえないなどを論証していく。その都度、1人、また1人と有罪票を覆し、無罪へと転向していく。しかしながら、4番の冷静な株式仲介人と3番の粗暴な会社経営者は断固として少年の有罪を主張し、無罪派を非難する。評決開始から数時間が経ち、既に夜になりかけている。
4番は最初の方で否定された中年女性の証言を尚も信じていることを論理的に話す。しかし9番の老人は4番の仕草を見て、中年女性が4番と同じく普段は眼鏡を使っていることに気づく。もし、女性の証言が事実なら事件時は裸眼であったはずであり、距離がある現場をはっきりと目撃することはありえない。ここで4番も自分も近視であることからこの指摘に納得し、無罪に変える。
ついに1人だけとなった3番だが、票を変えるつもりはないと答える。そこで8番は、逆になぜ有罪に拘るのかと問いかける。3番は言い繕おうとするが、結局、自身が息子と上手くいっておらず、それゆえに少年の有罪を願っていたことを明かして泣き崩れる。3番も無罪にすることを表明し、評決は無罪と決まる。
エピローグ。裁判が結審し、裁判所のエントランス階段を陪審員たちが降りていく。9番の老人は8番の男に声を掛け、改めて称えると互いの姓を名乗り合う。他の者たちはそれぞれ別々に去っていく。

## 登場人物
陪審員8番
演 - ヘンリー・フォンダ
建築家。合理的疑いから無罪票を投じる。
陪審員1番
演 - マーティン・バルサム
中学校の体育教師。フットボールのコーチ。司会に名乗りを挙げ、議論を仕切る。
陪審員2番
演 - ジョン・フィードラー
銀行員。気弱な性格。早い段階で8番と9番の説明に納得し、無罪票に切り替える。
陪審員3番
演 - リー・J・コッブ
メッセンジャー会社経営者。周りが評決を翻す中、有罪に固執する。
陪審員4番
演 - E・G・マーシャル
株式仲介人。冷静沈着な性格で論理的に有罪意見を主張する。
陪審員5番
演 - ジャック・クラグマン
工場労働者。スラム育ちでチンピラに詳しい。飛び出しナイフの使い方に詳しく、その点に疑念を生じさせ無罪票に切り替える。
陪審員6番
演 - エドワード・ビンズ
塗装工の労働者。義理人情に篤い。列車による騒音という自身の経験から、初期に無罪票に切り替える。
陪審員7番
演 - ジャック・ウォーデン
食品会社のセールスマン。裁判にまったく興味がなく、夜に行われる行く予定のヤンキースの試合を気にしている。
陪審員9番
演 - ジョセフ・スィーニー
80前後の老人。8番の意見を聞いて最初に有罪意見を翻す。鋭い観察から証人の信頼性に疑問を投げる。
陪審員10番
演 - エド・ベグリー
自動車修理工場経営者。居丈高な性格で、貧困層への差別意識から有罪を主張する。
陪審員11番
演 - ジョージ・ヴォスコヴェック
ユダヤ移民の時計職人。強い訛りがある。誠実で、陪審員としての責任感が強い。
陪審員12番
演 - ロバート・ウェッバー
広告代理店の宣伝マン。スマートで社交的だが軽薄な性格で、何度も意見を変える。

## テーマ
カリフォルニア大学ロサンゼルス校ロースクールのMichael Asimow名誉教授は、本作を「リンチ集団の心理に抗う一般市民への賛辞」と評した。
『Film Comment』のギャビン・スミスは、「マッカーシー時代（赤狩り時代）における集団ヒステリーの私刑を決定的に批判したもの」と評している。
経営学者のフィル・ローゼンツヴァイクは、本作の陪審員が全員白人男性であることを特に重要な要素だと評した。彼らは最初に同じ白人男性として共通点が多く、評決は容易に達せられると楽観視するが、審議が進むに連れ、年齢、学歴、出身国、経済レベル、価値観、気質などの差異が顕になっていく、と述べている。

## 製作
本作は、1954年9月にCBSの単発テレビドラマ番組『Studio One』の1エピソードとして生放送された『Twelve Angry Men』のリメイク映画である。テレビドラマ版の原作者であり、脚本家でもあるレジナルド・ローズが本作でも脚本を担当した。なお、テレビドラマ版の完全なフィルムは長年にわたって行方不明となっていたが、2003年に発見されている。
テレビドラマ版の成功により、映画化が実現した。プロデューサーには原作者のローズ以外に、主演を務めることになったヘンリー・フォンダも加わった。2人は、監督にテレビドラマ監督の経験もあるシドニー・ルメットを抜擢した。本作はルメットにとって初の長編映画監督作品であり、またフォンダとローズ（製作はオリオン・ノヴァ・プロダクション）にとっては唯一のプロデュース作品であった。キャスティングについては、ジョージ・ヴォスコヴェックとジョセフ・スウィーニーの2人がテレビドラマ版から続投した。
本作はニューヨークで撮影され、短いが厳しいリハーサルを経て33万7000ドルの予算で、2週間あまりで完成した。ローズとフォンダの報酬は据え置かれた。
本作の冒頭ではカメラは目の高さより上に配置され、広角レンズを用いて被写体間の奥行きが大きく見えるように撮影されている。そして映画の進展に合わせてレンズの焦点距離は徐々に長くなり、終盤ではほぼ全員が望遠レンズでローアングルから見上げるように撮影がなされ、被写体深度も下がっている。こうした撮影意図について、ルメットと撮影監督のボリス・カウフマンは、目の前のような閉所恐怖感を作り出すためだったと答えている。

## 評価

### 公開当時の評価
公開当時、本作は批評家から高い賞賛を受けた。ニューヨーク・タイムズ紙のA.H.ワイラーは「緊迫感があり、夢中にさせる説得力のあるドラマが、陪審員室という密室を超えて展開される」と書き、「彼らのドラマは観客を魅了するのに十分な強さと刺激がある」と賞賛した。
バラエティ誌はその演技を「最近見たどの映画よりも素晴らしい」と評し、「夢中にさせるドラマだ」と述べている。ロサンゼルス・タイムズ紙のフィリップ・K・ショイアーは「映画製作における傑作」、月刊フィルム・ブレティン誌は「説得力のある非常に上手いドラマ」、ニューヨーカー誌のジョン・マッカーテンは「セルロイド（フィルム）の景色に加えられたかなりの大作」と評した。
しかし、アメリカ国内における興行成績は悪かった。世界全体では健闘した。
この理由については、既に映画界にはカラーとワイドスクリーンが登場しており、従来のスタイルの本作は観客を呼び込めなかった可能性がある。
多くの観客が本作を知ったのは、テレビでの放映であった。

### 賞歴
本作はアメリカン・フィルム・インスティチュート（AFI）の10ジャンルのトップ10の法廷ドラマ映画部門において、『アラバマ物語』（1962年）に次ぐ2位に選出されている。
レビュー集計サイト「Rotten Tomatoes」でも法廷ものとしては最高位の作品としている。
| 賞名                               | 回/受賞日                  | 部門                             | 対象                                   | 結果       | Ref(s) |
| ---------------------------------- | -------------------------- | -------------------------------- | -------------------------------------- | ---------- | ------ |
| アカデミー賞                       | 第30回アカデミー賞         | 作品賞                           | ヘンリー・フォンダとレジナルド・ローズ | ノミネート | [ 18 ] |
| アカデミー賞                       | 第30回アカデミー賞         | 監督賞                           | シドニー・ルメット                     | ノミネート | [ 18 ] |
| アカデミー賞                       | 第30回アカデミー賞         | 脚色賞                           | レジナルド・ローズ                     | ノミネート | [ 18 ] |
| 英国アカデミー賞                   | 第11回英国アカデミー賞     | 作品賞                           | 十二人の怒れる男                       | ノミネート | [ 19 ] |
| 英国アカデミー賞                   | 第11回英国アカデミー賞     | 主演男優賞                       | ヘンリー・フォンダ                     | 受賞       | [ 19 ] |
| ベルリン国際映画祭                 | 第7回ベルリン国際映画祭    | 金熊賞                           | シドニー・ルメット                     | 受賞       | [ 20 ] |
| ブルーリボン賞                     | 第10回（1959年度）         | 外国作品賞                       | シドニー・ルメット                     | 受賞       | [ 21 ] |
| エドガー賞                         | 1958年度                   | Best Motion Picture              | レジナルド・ローズ                     | 受賞       | [ 22 ] |
| Étoiles de cristal                 | 1958年4月                  | Prix International               | 十二人の怒れる男                       | 受賞       | [ 23 ] |
| ゴールデングローブ賞               | 第15回ゴールデングローブ賞 | 映画部門 作品賞 (ドラマ部門)     | 十二人の怒れる男                       | ノミネート | [ 24 ] |
| ゴールデングローブ賞               | 第15回ゴールデングローブ賞 | 監督賞                           | シドニー・ルメット                     | ノミネート | [ 24 ] |
| ゴールデングローブ賞               | 第15回ゴールデングローブ賞 | 映画部門 主演男優賞 (ドラマ部門) | ヘンリー・フォンダ                     | ノミネート | [ 24 ] |
| ゴールデングローブ賞               | 第15回ゴールデングローブ賞 | 映画部門 助演男優賞              | リー・J・コッブ                        | ノミネート | [ 24 ] |
| ナショナル・ボード・オブ・レビュー | 1957年度                   | 作品賞                           | 十二人の怒れる男                       | 受賞       | [ 25 ] |
| 全米脚本家組合賞                   | 第10回全米脚本家組合賞     | ドラマ脚本賞                     | レジナルド・ローズ                     | 受賞       | [ 26 ] |

### 現代の評価
本作は批評家からも一般人からも高い評価を受け、古典の名作とみなされている。ロージャー・イーバートは本作を「偉大な映画」の1作に挙げている。
2023年時点で「Rotten Tomatoes」では61件の批評家のレビューを基に100%の支持を獲得しており、平均評価は9.10/10となっている。同サイトの批評コンセンサスでは「シドニー・ルメットの長編デビュー作は、素晴らしい脚本とドラマチックな法廷スリラーであり、現代には傑作として明白にその地位にある」としている。
また、2011年、BBCによれば、本作はイギリス国内の中学校で最も多く上映された映画であったという。
アメリカン・フィルム・インスティチュート（AFI）による選出
- スリルを感じる映画ベスト100 – 88位
- アメリカ映画100年のヒーローと悪役ベスト100 -  陪審員8番がヒーローの28位
- 感動の映画ベスト100 – 42位
- アメリカ映画ベスト100（10周年エディション） – 87位
- 10ジャンルのトップ10 – 法廷ドラマ映画で2位

2007年にはアメリカ国立フィルム登録簿に登録された。

## 実際の法学的観点による分析
合衆国最高裁判所判事のソニア・ソトマイヨールは2010年のフォーダム大学ロースクール映画祭において、本作に感銘を受けて法曹界に入ったと述べた上で実際の法的観点から次のような指摘を行っている。
例えば、劇中で陪審員8番が行った飛び出しナイフの外部調査のようなものは実際の裁判では認められていない。また、女性証言者に対する眼鏡（近視）の推定など、合理的な疑いの範囲をはるかに超えた広範囲の仮定も実際の裁判では認められず、無効審理になると指摘している。ただし、原則として陪審員の評決の審議は秘密であるため、無効になるのは特別な法律で審議過程が明らかな場合に限られる。
2007年にMichael Asimow教授は、本作の陪審員らは誤った評決を下したと論じている。仮に2人の目撃証言を無視したとしても、被告に不利な状況証拠の量は、彼を有罪にするのに十分であったとしている。
2012年、『The A.V. Club』において、Mike D'Angeloは、本作の陪審員評決に疑問を呈した。少年の有罪を示す不利な証拠の数々がこれほど揃うのは宝くじに当たったようなものであり、あるいはO・J・シンプソン事件のジョニー・コクランが主張したような「誰かに濡れ衣を着せられた」というような観点が不可欠だと指摘している。しかし、本作にはそうした観点からの説明がないとしている。

## 日本語版
| 役名       | 俳優                       | 日本語吹替                     | 日本語吹替                          |
| 役名       | 俳優                       | NETテレビ版                    | 日本テレビ版                        |
| ---------- | -------------------------- | ------------------------------ | ----------------------------------- |
| 陪審員8番  | ヘンリー・フォンダ         | 小山田宗徳                     | 内田稔                              |
| 陪審員1番  | マーティン・バルサム       | 小林修                         | 峰恵研                              |
| 陪審員2番  | ジョン・フィードラー       | 辻村真人                       | 矢田稔                              |
| 陪審員3番  | リー・J・コッブ            | 富田耕生                       | 宮川洋一                            |
| 陪審員4番  | E・G・マーシャル           | 穂積隆信                       | 鈴木瑞穂                            |
| 陪審員5番  | ジャック・クラグマン       | 中村正                         | 阪脩                                |
| 陪審員6番  | エドワード・ビンズ         | 宮川洋一                       | 山内雅人                            |
| 陪審員7番  | ジャック・ウォーデン       | 大塚周夫                       | 青野武                              |
| 陪審員9番  | ジョセフ・スィーニー       | 浮田左武郎                     | 浮田左武郎                          |
| 陪審員10番 | エド・ベグリー             | 池田忠夫                       | 金井大                              |
| 陪審員11番 | ジョージ・ヴォスコヴェック | 小沢重雄                       | 大久保正信                          |
| 陪審員12番 | ロバート・ウェッバー       | 金内吉男                       | 仲木隆司                            |
| 裁判官     | ルディ・ボンド             | 竹内文平                       | 藤本譲                              |
| 係官       | ビリー・ネルソン           | 岡部政明                       | 幹本雄之                            |
| 守衛       | ジェームズ・ケリー         | 大山豊                         | 和田啓                              |
|            |                            |                                |                                     |
| 演出       | 演出                       | 内池望博                       | 蕨南勝之                            |
| 翻訳       | 翻訳                       | 木原たけし                     | 平田勝茂                            |
| 効果       | 効果                       |                                | 遠藤堯雄 桜井俊哉                   |
| 調整       | 調整                       | 前田仁信                       |                                     |
| 制作       | 制作                       | 東北新社                       | 東北新社                            |
| 解説       | 解説                       | 淀川長治                       | 水野晴郎                            |
| 初回放送   | 初回放送                   | 1969年11月2日 『日曜洋画劇場』 | 1974年11月27日 『水曜ロードショー』 |

- DVD・BDは20世紀スタジオ ホーム エンターテイメント ジャパンより発売・販売されていたが、フォックス買収に伴う日本法人解散により、今作を含むMGM・UA・オライオンの各作品のソフトは廃盤となったが、2021年12月3日にワーナー・ブラザーズ ホーム エンタテイメントよりフォックス発売時と同仕様のBDのみ再発売された。
- DVDには日本テレビ版(正味約94分)のみ収録されていたが、BDにはNETテレビ版(正味約94分)も収録されている。